# Saint-Daunès
Saint-Daunès korábbi község Franciaországban, Lot megyében. Lakosainak száma 218 fő (2018. január 1.). Saint-Daunès Bagat-en-Quercy, Montcuq-en-Quercy-Blanc és Saint-Pantaléon községekkel határos.
2019. január 1-jén Bagat-en-Quercy és Saint-Pantaléon korábbi községgel egyesült és az így létrejött Barguelonne-en-Quercy új község része lett.

## Népesség
A település népessége az elmúlt években az alábbi módon változott:
| Lakosok száma | 213  | 217  | 221  | 217  | 218  |
|               | 2013 | 2015 | 2016 | 2017 | 2018 |